# Johann-Friedrich-von-Cotta-Literatur- und Übersetzerpreis der Landeshauptstadt Stuttgart
Mit dem Johann Friedrich von Cotta-Literatur- und Übersetzerpreis der Landeshauptstadt Stuttgart knüpft die Stadt Stuttgart ausdrücklich an den bis 2002 von ihr vergebenen Literaturpreis der Stadt Stuttgart an. Der neue Cotta-Preis ist nach dem Stuttgarter Verleger Johann Friedrich von Cotta benannt und wird seit 2005 vergeben.
Mit beiden Preisen zeichnet die Stadt Stuttgart seit 1978 „herausragende deutschsprachige erzählende Literatur und/oder publizistische Essayistik und überragende Übersetzungen ins Deutsche“ aus.

## Cotta-Literatur- und Übersetzerpreis der Landeshauptstadt Stuttgart
Der Johann Friedrich von Cotta-Literatur- und Übersetzerpreis der Landeshauptstadt Stuttgart wird seit 2005 alle drei Jahre verliehen. Ein deutscher Schriftsteller und ein Übersetzer teilen sich die Auszeichnung, die mit je 10.000 Euro dotiert ist.

### Preisträger
- 2005
  - Schriftstellerin: Petra Morsbach
  - Übersetzer: Michael Walter (Übersetzer)
- 2008
  - Schriftsteller: Egon Schwarz
  - Übersetzer: Hartmut Köhler
- 2011
  - Schriftsteller: Günter Herburger
  - Übersetzerin: Claudia Ott
- 2014
  - Schriftstellerin: Ulrike Edschmid
  - Übersetzer: Joachim Kalka
- 2017
  - Schriftsteller: Peter Stamm
  - Übersetzerin: Petra Strien
- 2020
  - Schriftsteller: Thomas Stangl[1]
  - Übersetzerin: Claudia Steinitz
- 2023
  - Schriftstellerin: Svenja Leiber
  - Übersetzer: Thilo Diefenbach